# 拉森峰 (南喬治亞群島)
拉森峰（英語：Larssen Peak），是南極洲的山峰，位於南喬治亞群島，屬於阿勒代斯山脈的一部分，海拔高度1,550米，由英國南極名稱諮詢委員會命名，由英國海外領土管轄。